# ألف كلوسن
ألف كلوسن (بالإنجليزية: Alf Clausen) هو مؤلف موسيقى تصويرية وملحن أمريكي، ولد في 28 مارس 1941 في منيابولس في الولايات المتحدة.

## وصلات خارجية
- الموقع الرسمي
- ألف كلوسن على موقع IMDb (الإنجليزية)
- ألف كلوسن على موقع ألو سيني (الفرنسية)
- ألف كلوسن على موقع ميوزك برينز (الإنجليزية)
- ألف كلوسن على موقع أول موفي (الإنجليزية)
- ألف كلوسن على موقع قاعدة بيانات برودواي على الإنترنت (الإنجليزية)
- ألف كلوسن على موقع قاعدة بيانات الأفلام السويدية (السويدية)
- ألف كلوسن على موقع ديسكوغز (الإنجليزية)
- ألف كلوسن على موقع قاعدة بيانات الفيلم (الإنجليزية)
- ألف كلوسن على موقع كينوبويسك (الروسية)